# Jiuta Wainiqolo
Jiuta Wainiqolo (10 de março de 1999) é um jogador de rugby fijiano, que joga na posição de forward.

## Carreira
Fez parte do elenco da Seleção Fijiana de Rugby Sevens Masculino nos Jogos Olímpicos de Verão de 2020 em Tóquio, conquistando a medalha de ouro.